# Henryk Arctowski

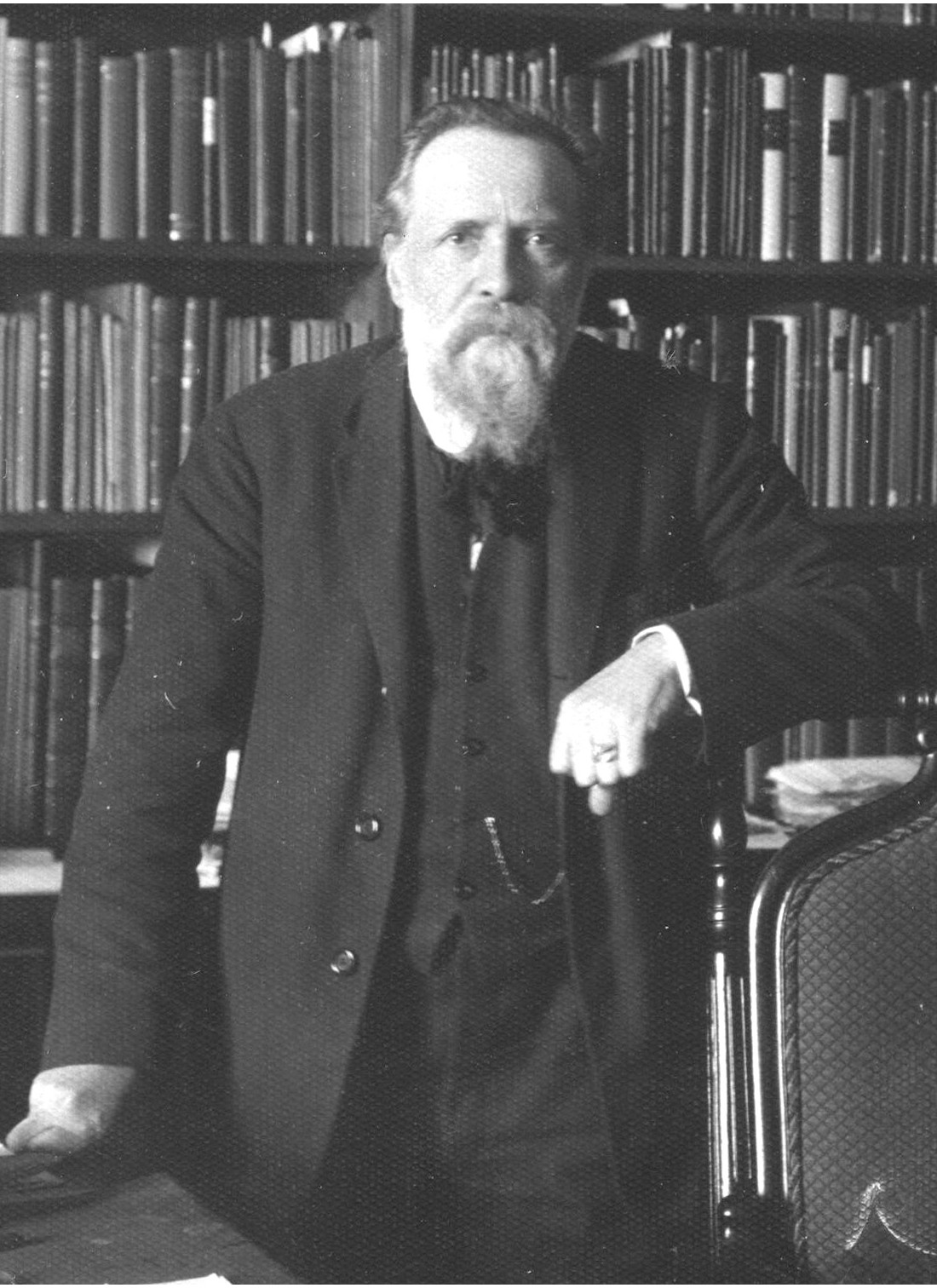
Portret van Henryk Arctowski

Henryk Arctowski (Warschau, 15 juli 1871 – Bethesda, 21 februari 1958) was een Pools wetenschapper en ontdekkingsreiziger die deelnam aan de Belgische Antarctische expeditie van 1897-1899 onder leiding van Adrien de Gerlache.

## Belgische Antarctische expeditie
Hoewel Arctowski geboren was in Polen, vatte hij zijn universitaire studies aan in België. Hij studeerde wiskunde, fysica en astronomie aan de Universiteit Luik. Vervolgens zette hij zijn academische carrière verder aan de Universiteit van Parijs, waar hij scheikunde en geologie volgde. Na deze studies te hebben afgerond, keerde Arctowski terug naar Luik om er van 1893 tot 1896 werkzaam te zijn in het departement scheikunde.
Begin 1896 werd Arctwoski, na een schriftelijke sollicitatie en een aanbeveling van Edouard Van Beneden, hoogleraar zoölogie aan de Universiteit van Luik, aangenomen door Adrien de Gerlache om deel uit te maken van de Belgische expeditie naar Antarctica. Om zich optimaal op zijn taken aan boord voor te bereiden, volgde Arctowski nog bijkomende opleidingen, namelijk geologie en glaciologie in Zwitserland, meteorologie en oceanografie in Engeland en meteorologie in het observatorium te Ukkel. Samen met zijn vriend en landgenoot Antoine Dobrowolski, de Amerikaan Frederick Cook, de Belg Emile Danco en de Roemeen Emile Racovitza vormde Arctowski het wetenschappelijke team van de expeditie. De Belgica verliet de haven van Antwerpen op 16 augustus 1897.

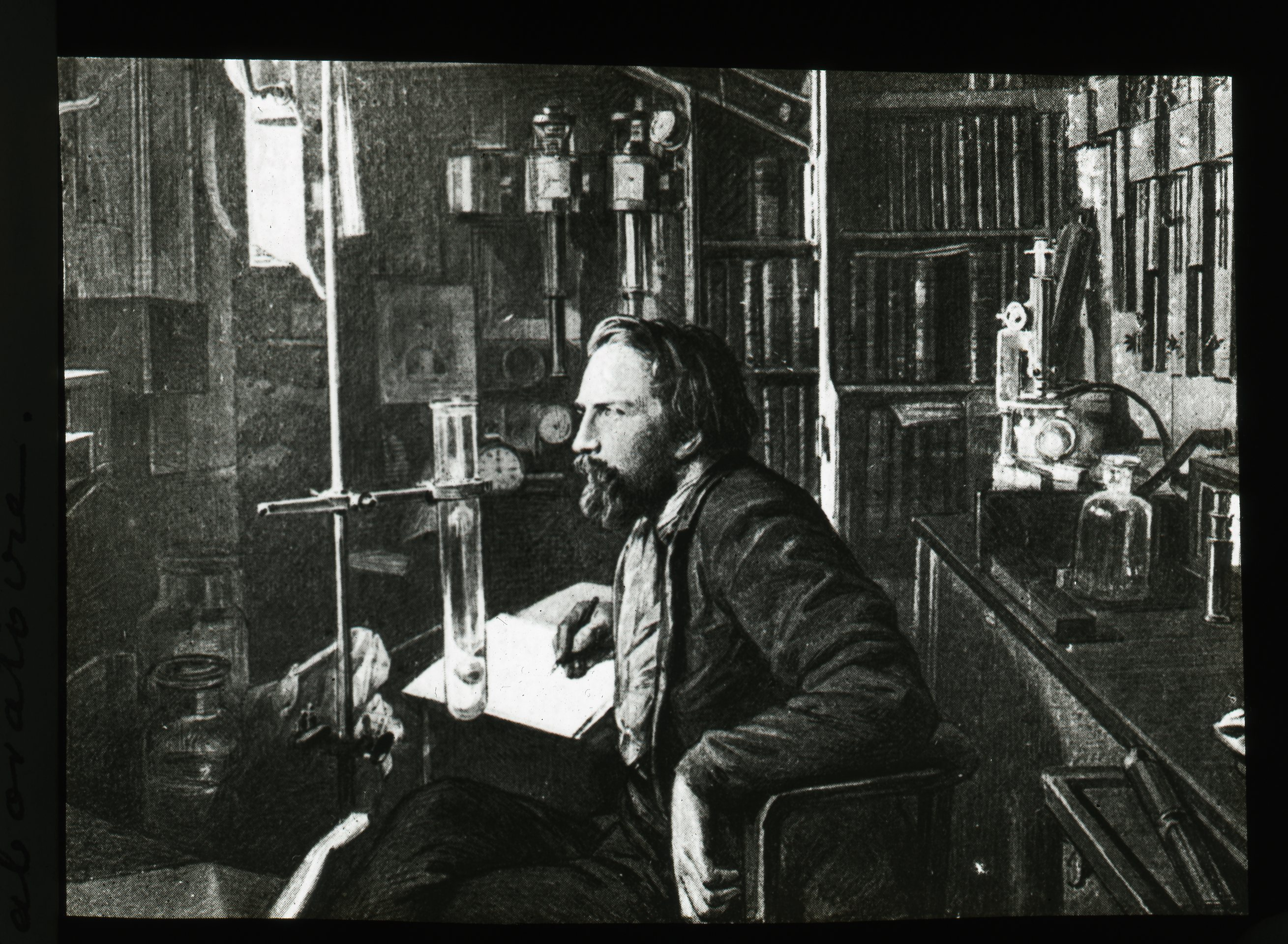
Arctowski in zijn laboratorium aan boord van de Belgica

Doorheen de hele reis hield Arctowski zich bezig met de geologische, oceanografische en meteorologische waarnemingen. Deze hield hij in zijn laboratorium aan boord meticuleus bij en hij zou er later zo’n zestigtal werken over publiceren. Op 28 februari 1898 kwam de Belgica vast te zitten in het ijs, waar het een jaar zonder beweging zou blijven vast zitten. Bovendien begon niet veel later ook de zogenaamde poolnacht, waarbij de zon een heel etmaal de hemel niet meer zou versieren. Het gebrek aan zonlicht bleek grote effecten op de bemanningsleden te hebben. Ook Arctowski bleef hiervan niet gespaard, hij kreeg last van iets wat door Cook “polaire bloedarmoede” werd genoemd. Op 6 juli ging het zelfs zo slecht met Arctowski dat Georges Lecointe in zijn dagboek schreef dat Arctowski zou gaan sterven. Als behandeling van deze poolziekte, moedigde Cook zijn medebemanningsleden aan om elke dag enkele uren voor de kachel te zitten en robben- of pinguïnvlees te eten. Op 8 augustus schreef Lecointe dan weer in zijn dagboek dat de polsslag van Arctowski zeer laag was, zo’n 46-48 slagen per minuut.

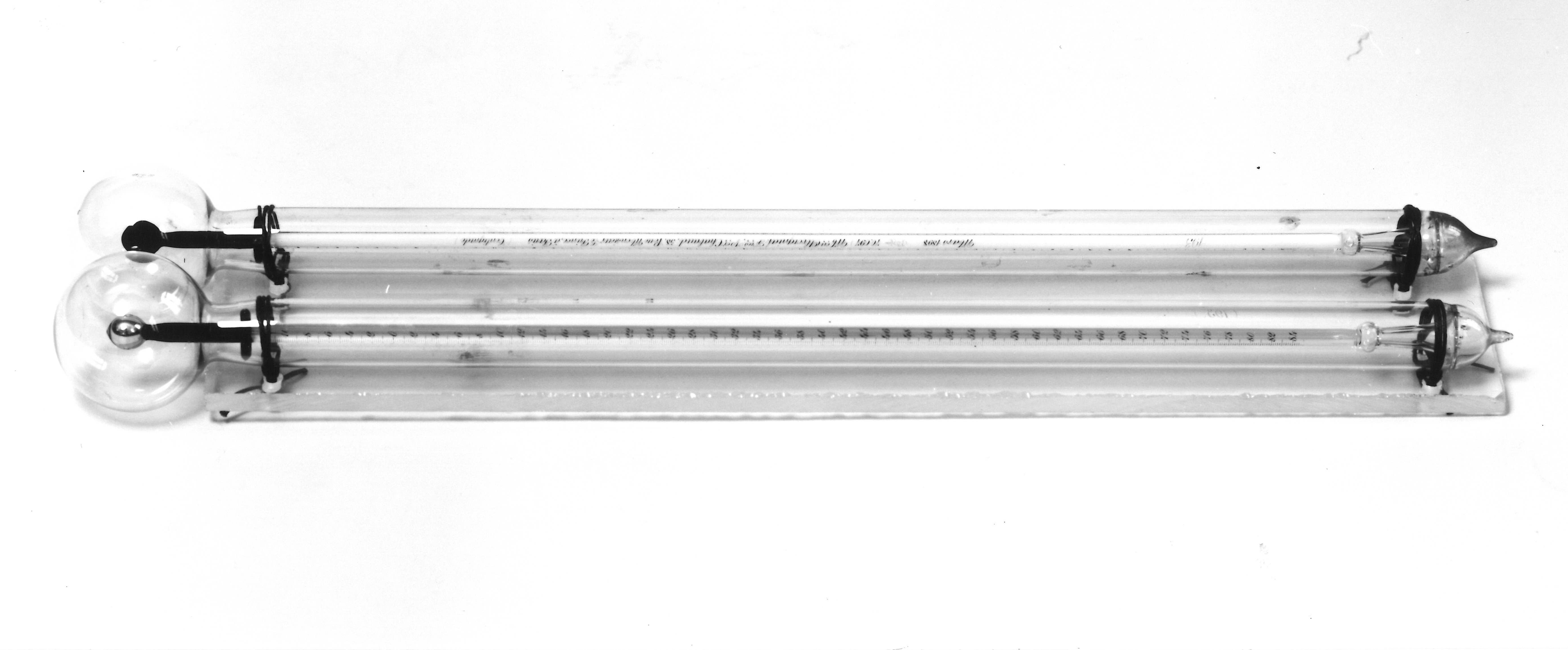
Actinometers die door Arctowski werden gebruikt

Uiteindelijk raakte de Belgica bevrijd uit het ijs, en bereikte het op 28 maart 1899 Punta Arenas. Van daaruit vertrok Arctowski met een passagiersschip terug naar Europa. Terug in België zou hij benoemd worden tot ridder in de Orde van Leopold en kreeg hij een zilveren medaille van het Koninklijk Belgisch Aardrijkskundig Genootschap.

## Na de expeditie
Na de expeditie werkte Arctowski in het Koninklijk Observatorium van Brussel. Hij deed er onder andere verder onderzoek naar de resultaten van de expeditie.
In 1909 trouwde hij met de Amerikaanse Arian Jane Addy, waarna hij naar de Verenigde Staten verhuisde. Daar werd hij de directeur van de wetenschappelijke afdeling van de New York Public Library.
Kort na de Eerste Wereldoorlog, in 1920, keerde Arctowski terug naar het nieuwe onafhankelijke Polen. Hij bekleedde er een positie als professor aan de Universiteit van Lviv en werd er hoofd van het Instituut voor Geofysica en Meteorologie van de universiteit. In 1939 ging Arctowski terug naar de Verenigde staten voor een conferentie. Een week na zijn vertrek vielen de Duitsers Polen binnen en was het onmogelijk voor hem om terug te keren. Hij bleef de rest van zijn leven in de VS en kreeg een job aangeboden aan het Smithsonian Instituut. Op 24 februari 1958 overleed Artcowksi in Bethesda, waarna hij later in Polen werd begraven.
Arctowski bleef heel zijn leven interesse tonen in de poolreizen. In 1929 deelde hij bijvoorbeeld mee dat Polen aan het tweede pooljaar zou deelnemen en ijverde hij ook voor de oprichting van een Poolse basis op Spitsbergen. Uiteindelijk zou er door Polen een wetenschappelijke basis worden opgericht op King George Island, die vernoemd werd naar een van hun bekendste poolreizigers, Henryk Arctowski. In 1982 nam de Poolse zeemacht een schip voor wetenschappelijke doeleinden in gebruik, dat de naam ORP Arctowski kreeg. Als eerbetoon zouden latere poolreizen ook enkele plaatsen naar hem vernoemen.